# Grännaforsa
Grännaforsa är en brunnsort i Moheda socken, Alvesta kommun, på östsluttningen av Kronobergshed ned mot Mohedaån. Från 2015 avgränsas här en småort.
En brunnspark med brunnspaviljong, badhus och societetshus fanns här redan under tidigt 1800-tal. Bengt Nordenberg målade av brunnsorten 1869. Brunnen drevs 1882-1885 av brännvinsbrukspatronen Adolf Pehrsson vid Dansjö bränneri. 1888 utökades verksamheten sedan växjököpmannen Adolf Hagman tagit över verksamheten och lät uppföra en rad nya brunnsbyggnader i fornnordisk stil. Brunnsorten hade tre källor: järnkällan, skrofelkällan och officerskällan. Järnkällan med rödaktigt vatten skulle vara bra mot blodbrist. Skrofelkällan var unik för Grännaforsa och sades kunna bota skrofler eller annan tuberkulos samt engelska sjukan. Officerskällans vatten var bra mot olika magåkommor.
1926 var sista året brunnen höll öppet. Under omkring tio år fortsatte man med att anordna söndagsdanser i societetssalongen men sedan upphörde även den verksamheten. Marken köptes därefter av en privatperson som rev husen och stängde av området för allmänheten. Officerskällan låg dock på kronans mark och finns fortfarande kvar som besöksmål. En av vattenkioskerna finns också kvar, även om den flyttats från sin plats vid källorna och numera står som lusthus vid Mohedaån.